# Rietavas
Rietavas (deutsch (veraltet): Redau, polnisch Retów, russisch oder Ретово/Retowo) ist eine Stadt und Zentrum der gleichnamigen Selbstverwaltungsgemeinde im Bezirk Telšiai in der litauischen Region Žemaitija.

## Geschichte
Als Ort in der südkurischen Landschaft Ceclis wurde Rietavas erstmals 1253 erwähnt. In den folgenden 150 Jahren wurde die Gegend aber in den Litauerkriegen des Schwertbrüderordens weitgehend entvölkert. Erst nachdem sie 1411 wieder Teil des Großfürstentums Litauen geworden war, konnte sie sich entwickeln. 1527 wird Rietavas als Herrschaft und stadtähnliche Siedlung erwähnt. Die erste Kirche im Ort wurde 1529 erbaut. Nach der Vereinigung Polens und Litauens zur Realunion mit der Lubliner Union behielt Žemaitien im Gegensatz zu den östlichen Teilen Litauens die Bezeichnung Fürstentum. Ab 1589 stand Rietavas unter der Herrschaft der Sapieha. Städte in herrschaftlichem Besitz waren unter der Adelsrepublik keine Seltenheit. 1667 wurde der Powiat (Kreis) Rietavas eingerichtet.
1792 wurden Rietavas die Stadtrechte verliehen (nachdem es schon 1533 als Stadt erwähnt worden war).
Seit der Dritten Teilung Polens 1795 zum russischen Zarenreich gehörend, unterstand es 1812–1909 der Adelsfamilie Oginski. Zur Unterstützung des polnischen Novemberaufstands ließen die Oginskis hier Waffen und Munition herstellen. Nach der Niederschlagung des Aufstandes 1835 führten sie im eigenen Besitz Modernisierungen durch, gaben den Bauern mehr Rechte, gründeten 1859 eine Landwirtschaftsschule, eine Eisengießerei, ein Sägewerk und eine Landmaschinenfabrik. Gleichzeitig wurde 1853–1874 eine monumentale Basilika gebaut. Es folgten weltliche Kultureinrichtungen: 1875 eine Musikschule und 1883 sogar ein Symphonieorchester. 1892 wurde in Rietavas die erste Telefonleitung im heutigen Litauen angelegt.

## Stadt

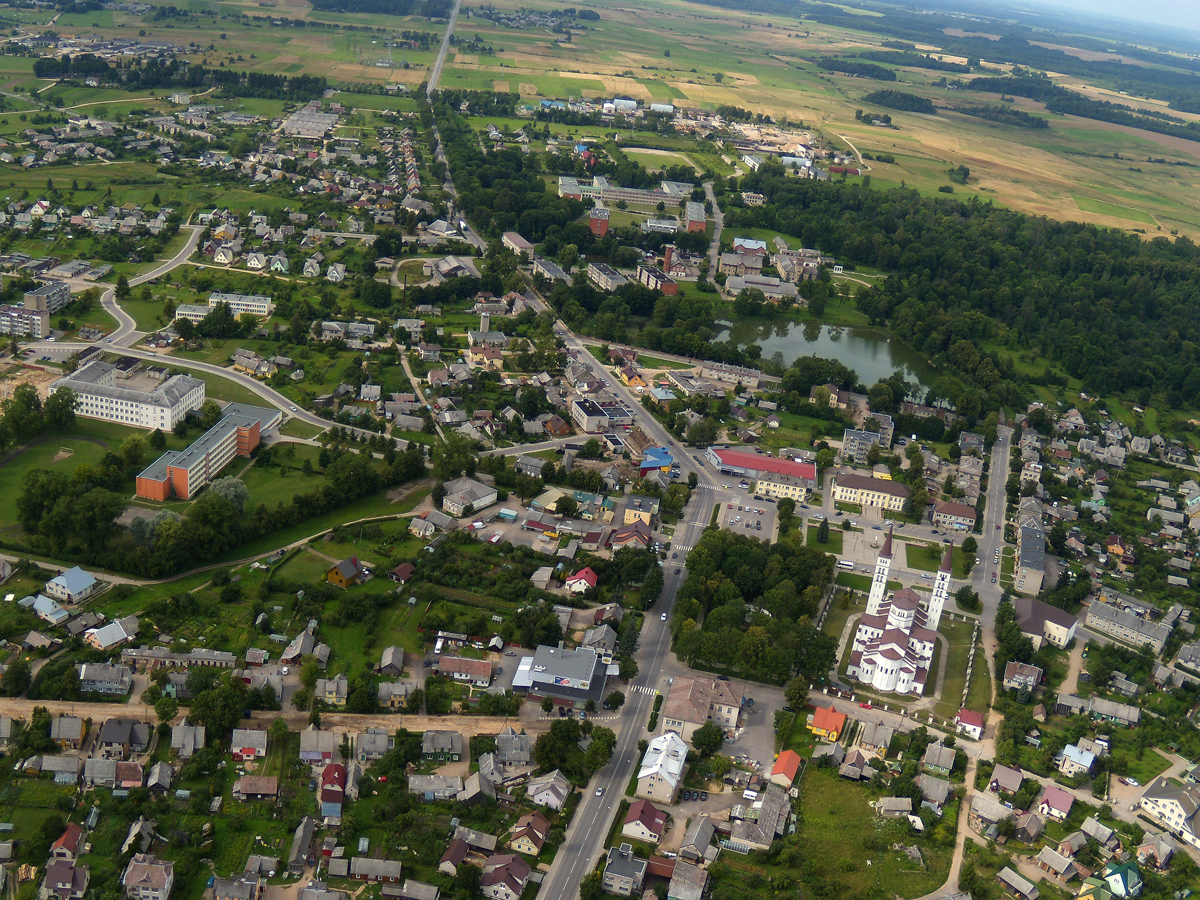
Luftaufnahme mit Basilika

Die Stadt hat 3824 Einwohner, 1970 waren es 3371, 1989 sogar 4490. Sie beherbergt ein Gymnasium, eine katholische Oberschule und ein Hochschulkolleg. Sie liegt am Schnittpunkt der Nationalstraßen 164 und 297. Einen Bahnanschluss hatte sie nie.

## Söhne
- Mindaugas Lingė (* 1981), Politiker, Mitglied des Seimas